# Atemnidae
Atemnidae es una familia de pseudoscorpiones. Está compuesta por unas 175 especies repartidas en 20 géneros. El taxón fue descrito científicamente por Joseph Conrad Chamberlin en 1931.

## Distribución
Las especies de esta familia pueden encontrarse en todos los continentes excepto la Antártida.

## Taxonomía
Según Pseudoscorpions of the World (2013) y Biology Catalog (2010), Atemnidae está formada por los siguientes géneros:
- Atemninae Chamberlin, 1931
  - Anatemnus Beier, 1932
  - Atemnus Canestrini, 1884
  - Athleticatemnus Beier, 1979
  - Catatemnus Beier, 1932
  - Cyclatemnus Beier, 1932
  - Mesatemnus Beier & Turk, 1952
  - Metatemnus Beier, 1932
  - Micratemnus Beier, 1932
  - Oratemnus Beier, 1932
  - Paratemnoides Harvey, 1991
  - Stenatemnus Beier, 1932
  - Synatemnus Beier, 1944
  - Tamenus Beier, 1932
  - Titanatemnus Beier, 1932
  - Trinidatemnus van den Tooren, 2008
  - †Progonatemnus Beier, 1955
- Miratemninae Beier, 1932
  - Brazilatemnus Muchmore, 1975
  - Caecatemnus Mahnert, 1985
  - Diplotemnus Chamberlin, 1933
  - Miratemnus Beier, 1932
  - Tullgrenius Chamberlin, 1933
- Nilotemnus Klausen, 2009

## Publicación original
- Chamberlin (1931). «The arachnid order Chelonethida». Biological Sciences (Stanford University Publications) 7 (1): 1-284.